# Nyabuyumpu (vattendrag i Bujumbura Rural)
Nyabuyumpu är ett vattendrag i Burundi.   Det ligger i provinsen Bujumbura Rural, i den centrala delen av landet, 24 km öster om huvudstaden Bujumbura.
Omgivningarna runt Nyabuyumpu är en mosaik av jordbruksmark och naturlig växtlighet. Runt Nyabuyumpu är det tätbefolkat, med 266 invånare per kvadratkilometer.